# Cladorostrata longipoda
Cladorostrata longipoda is een eenoogkreeftjessoort uit de familie van de Diosaccidae. De wetenschappelijke naam van de soort is voor het eerst geldig gepubliceerd in 1963 door Shen & Tai.